# Verchnij Oseredok
Verchnij Oseredok (rusky Верхний Осередок) je ostrov v Astrachaňské oblasti v Rusku. Nachází se v Kaspickém moři pod úrovní mořské hladiny, přičemž nejnižší bod ostrova dosahuje nadmořské výšky -27 m. Je 22 km dlouhý a 11 km široký. Od pevniny je oddělený 300 m širokým vodním kanálem a nachází se mezi Tiškovským a Belinským kanálem. Nejbližší obydlené místo je vesnice Tiškovo. Přes ostrov vede nevelká lesní cesta.[zdroj?] Severozápadně od ostrova se nachází biosférická oblast Trjochizbenskij. Nejzápadnějším bodem je mys Kosinskij..